# 佐々木亜紀 (競馬)
佐々木 亜紀（ささき あき、1974年11月7日 - ）は、岩手県東磐井郡東山町（現一関市）出身、水沢競馬場所属の元騎手。阿部三郎厩舎と瀬戸幸次厩舎に所属していた。

## 来歴・人物
1992年4月18日デビュー、1992年10月17日初勝利。岩手競馬を代表する存在の名馬・メイセイオペラも担当したことで知られる厩務員・柴田洋行と、2000年シーズン途中に入籍し引退。通算成績773戦29勝、勝率3.8パーセント、連対率8.7パーセント。
中学を卒業して騎手を志したので、騎手としての生活を送りながら通信制高等学校の授業を受け続け卒業した。